# Isolotto della Tradelière
L'Isolotto della Tradelière (francese: Îlot de la Tradelière) è un isolotto delle Isole di Lerino ad est dell'Isola di Santa Margherita.